# گرگ کانینگهام
گرگ کانینگهام (به انگلیسی: Greg Cunningham) بازیکن فوتبال ایرلندی است.
او متولد ۳۱ ژانویه ۱۹۹۱ در ایرلند است و به عنوان بازیکن تاکنون در تیم‌های و مروو یونایتد و منچستر سیتی و لسترسیتی و ناتینگهام فارست و بریستول سیتی بازی کرده‌است.
همچنین او تا کنون ۴ بازی ملی هم برای تیم ملی فوتبال جمهوری ایرلند انجام داده‌است.